# Johannes Attems (Bankmanager)
Johannes Attems (* 5. Oktober 1947 in Graz) ist ein ehemaliger österreichischer Bankmanager.

## Leben
Johannes Attems studierte Wirtschafts- und Sozialwissenschaften in St. Gallen, Schweiz (Lizentiat 1972). Nach einem Doktoratsstudium an der Wirtschaftsuniversität Wien wurde er 1975 zum Dr. rer. soc. oec. promoviert. 1974 bis 1975 arbeitete er bei der Süd-Ost Treuhand Aktiengesellschaft. 1975 trat er in die Oesterreichische Kontrollbank AG ein, deren Vorstandsmitglied er von 1988 bis zu seiner Pensionierung Ende 2013 war. Aktuell ist Attems Aufsichtsratsmitglied der Wiener Börse AG, der CEESEG Aktiengesellschaft (CEE Stock Exchange Group) und Vorstandsmitglied des Verband österreichischer Banken und Bankiers. Am 1. Oktober 2011 übernahm er den Vorsitz im Kuratorium des Wiener Museums für moderne Kunst (mumok).

## Auszeichnungen
- 1999: Großes Silbernes Ehrenzeichen für Verdienste um die Republik Österreich[2]

## Werke / Veröffentlichungen
- Die nachbarschaftlichen Beziehungen in der Grossstadt, Diplomarbeit 1971, Frühling / Hochschule St. Gallen
- Bleibt Wien Wien? : Spielräume 2020, Wien : Falter-Verl., 1995.